# Пьяни, Стефано
Стефано Пьяни (итал. Stefano Piani; род. 7 октября 1965, Имола) — итальянский сценарист.

## Карьера
Он посещает школу мультфильма дяди Фейнингера в Болонье, где изучает рисование с Андреа Пациенца и Лоренцо Маттотти, а затем ходит в школу мультфильма в Милане. После окончания учебы, он работает в течение определенного периода в рекламе в качестве политического карикатуриста.
В течение 15 лет он пишет около 160 историй для Nathan Never, Legs Weaver, Gregory Hunter, Le Paladine, Nick Raider, Альфа-Агентство, Dampyr для Бонелли, для Disney Italia, начиная от научной фантастики до детектива, и от комиксов до приключений.
С 2005 года он начал писать для телевидения. Будучи главным писателем и редактором первых трех итальянских серий Рекс, 2009 году он пишет сценарий фильма для телевидения Глаза убийцы, вместе с Мэттью Фолк и Марк Скит, это мини-сериал в двух частях по мотивам романа «Робинзон Крузо» Даниэль Дефо. В 2009 году он также снял серию Rai Terra Ribelle. В период с 2010 по 2012 год сценарист серии Антология 6 шагов в желтом цвете. В 2011 году, вместе с Дарио Ардженто, Антонио Тентори и Энрике Черезо пишет сценарий фильма Dracula 3D 2012 и проводит семинар по написанию телевизионной драмы в Университете Молизе. В августе 2011 года он также опубликовал сочинение для телевидения. В августе 2011 года издает эссе «Я пишу» от Corriere della Sera. В 2013 году он работает в телевизионной драме Секреты Борго Ларичи. В 2016 году он написал вместе с Фабрицио Мария Кортезе и Джулия Lusetti сценарий фильма «У меня есть друзей в раю».

## Автор сценария
- Il Commissario Rex (TV series) — Комиссар Рекс — 2008—2011
  - L’incontro (29 January 2008) — Встреча
  - Calibro 7.65 (29 January 2008) — Калибр 7,65
  - Ombre cinesi (5 February 2008) — Китайцы
  - Impara l’arte (5 February 2008) — Учись искусству
  - Non è tutt’oro (12 February 2008) — Не всё золото
  - Mamma Chioccia (12 February 2008) — Мама-квочка
  - In vino veritas (19 February 2008) — Истина в вине
  - Lontano da qui (19 February 2008) — Далеко отсюда
  - Vite in pericolo (17 March 2009) — Жизнь на волоске
  - Morte tra i delfini (17 March 2009) — Смерть среди дельфинов
  - La scuola della paura (24 March 2009) — Школа страха
  - Affari di famiglia (24 March 2009) — Дела семейные
  - Masquerade (31 March 2009) — Под маской
  - La mamma è sempre la mamma (31 March 2009) — Мама есть мама
  - Un uomo solo (8 April 2009) — Одинокий мужчина
  - L’ultima scommessa (8 April 2009) — Последняя ставка
  - Il colore del silenzio (13 April 2009) — Цвет тишины
  - Il tombarolo (13 April 2009) — Расхититель гробниц
  - Il campione (14 June 2011) — Чемпион
  - Centauri (14 June 2011) — Кентавры
  - La mia banda suona il rock (21 June 2011) — Мой ансамбль играет рок
  - Minuti contati (28 June 2011) — Считаные минуты
  - Bravi ragazzi (28 June 2011) — Отличные парни
  - I nomi delle stelle (5 July 2011) — Название каметы
  - Occhi di gatto (5 July 2011) — Кошачьи глаза
  - Un caso freddo (12 July 2011) — Нераскрытое дело
  - Musica maestro (12 July 2011) — Маэстро, музыку!
  - La ragazza scomparsa (19 July 2011) — Пропавшая девушка
  - La maledizione del Caravaggio (19 July 2011) — Проклятие Караваджо
- Il mistero del lago (TV movie) — 2009
- Negli occhi dell'assassino (TV movie) — 2009
- Terra Ribelle (TV series) — 2010
- La Donna Velata (TV movie) — 2010
- Presagi (TV movie) — 2012
- Sotto Protezione (TV movie) — 2012
- Omicidio su misura (TV movie) — 2012
- Vite in ostaggio (TV movie) — 2012
- Dracula 3D (TV movie) — 2012 — Дракула 3D
- Gemelle (TV movie) — 2012